# Cardeñosa
Cardeñosa település Spanyolországban, Ávila tartományban. Cardeñosa Mingorría, Ávila, Monsalupe és Peñalba de Ávila községekkel határos. Lakosainak száma 419 fő (2024).

## Népesség
A település népessége az utóbbi években az alábbiak szerint változott:
| Lakosok száma | 581  | 530  | 533  | 532  | 513  | 473  | 450  | 447  | 427  | 419  |
|               | 2001 | 2004 | 2006 | 2009 | 2011 | 2014 | 2016 | 2019 | 2021 | 2024 |